# Ochodaeus deceptor
Ochodaeus deceptor is een keversoort uit de familie Ochodaeidae. De wetenschappelijke naam van de soort is voor het eerst geldig gepubliceerd in 1907 door Arrow.